# 波洑暗沙
波洑暗沙位于南中国海中沙群岛中沙大环礁西南缘，东与布德暗沙相距约8海里，西北与排波暗沙相距约7.5海里。整个暗沙全部在海面以下，最浅处水深约14米，等深线20米以上面积约9平方公里。1947年和1983年公布名称均为“波洑暗沙”。